# François Craenhals
François Craenhals (Bruselas, Bélgica, 15 de noviembre de 1926 -  Montpellier, Francia, 12 de agosto de 2004) fue un dibujante de historietas belga. Perteneció a la escuela belga de dibujantes de tiras cómicas, dentro de la corriente de la "línea clara" popularizada por Hergé. 

## Biografía
Su primera historieta apareció en 1948 en Le Soir Illustré. Poco después, animado por Fernand Cheneval, creó a un personaje, Karan, claramente inspirado en Tarzán. Empezó a colaborar en la revista de Hergé, Tintin, en 1952, y para esta publicación concibió algunas de sus series más conocidas, como Rémy et Ghislaine y Pom et Teddy. Por entonces trabajó también para revistas educativas católicas, poniendo en imágenes, por ejemplo, el milagro de Lourdes. Desde 1955 ilustró en el diario La Libre Belgique la historia Primus et Musette.
En 1964 empezó a ilustrar las novelas de la serie Los 4 ases, obra de  Georges Chaulet, que posteriormente adaptó al cómic. Otra de sus series de historieta más destacadas fue Le Chevalier Ardent (1966), muy influida por el Príncipe Valiente de Harold Foster.